# Thorophos nexilis
Thorophos nexilis és una espècie de peix pertanyent a la família dels esternoptíquids.

## Hàbitat
És un peix marí, d'aigües fondes i batipelàgic.

## Distribució geogràfica
Es troba al Pacífic occidental central: les illes Filipines.

## Observacions
És inofensiu per als humans.